# Hacksilber

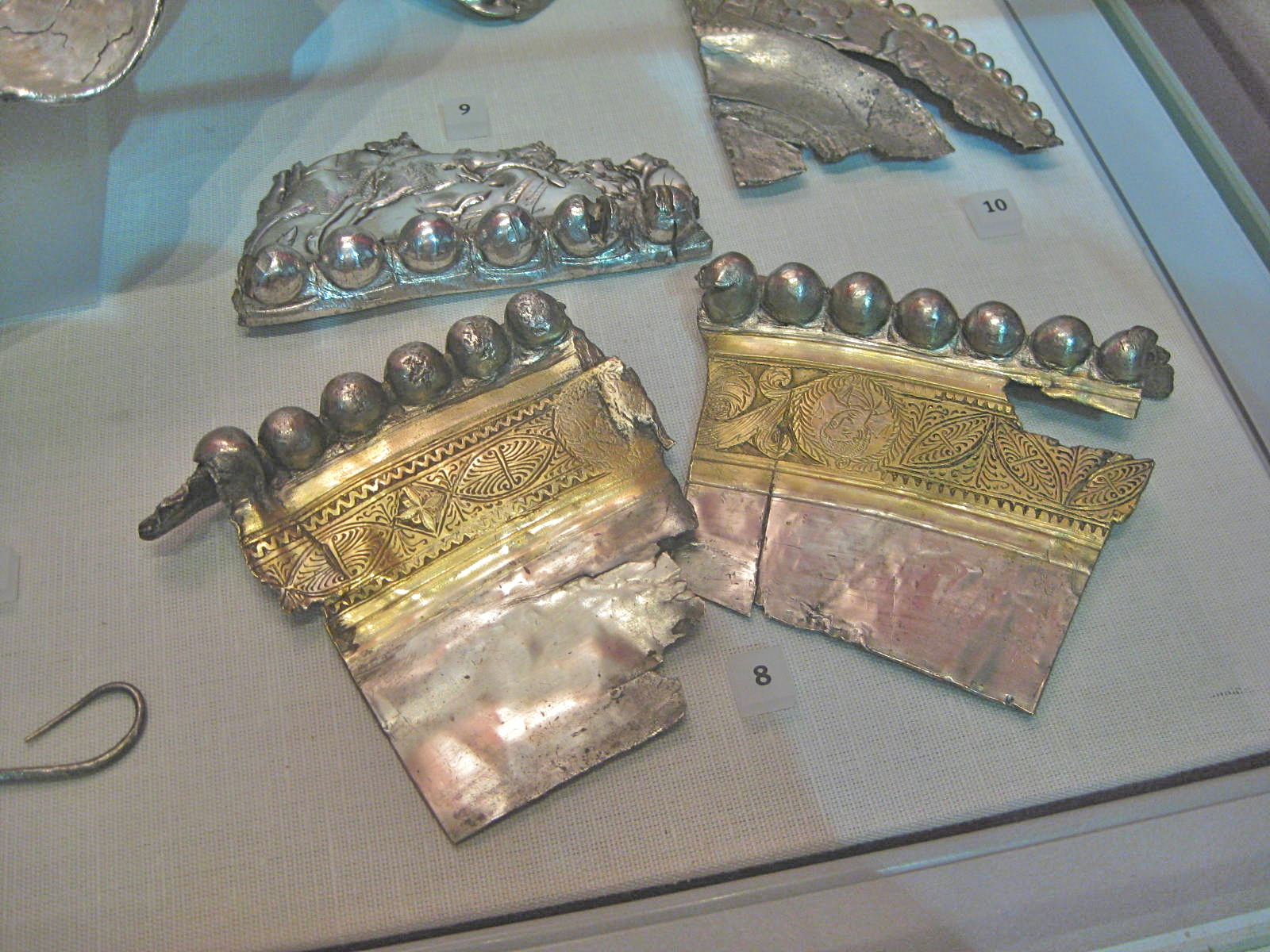
Hacksilber aus dem spätrömischen Schatz von Traprain Law

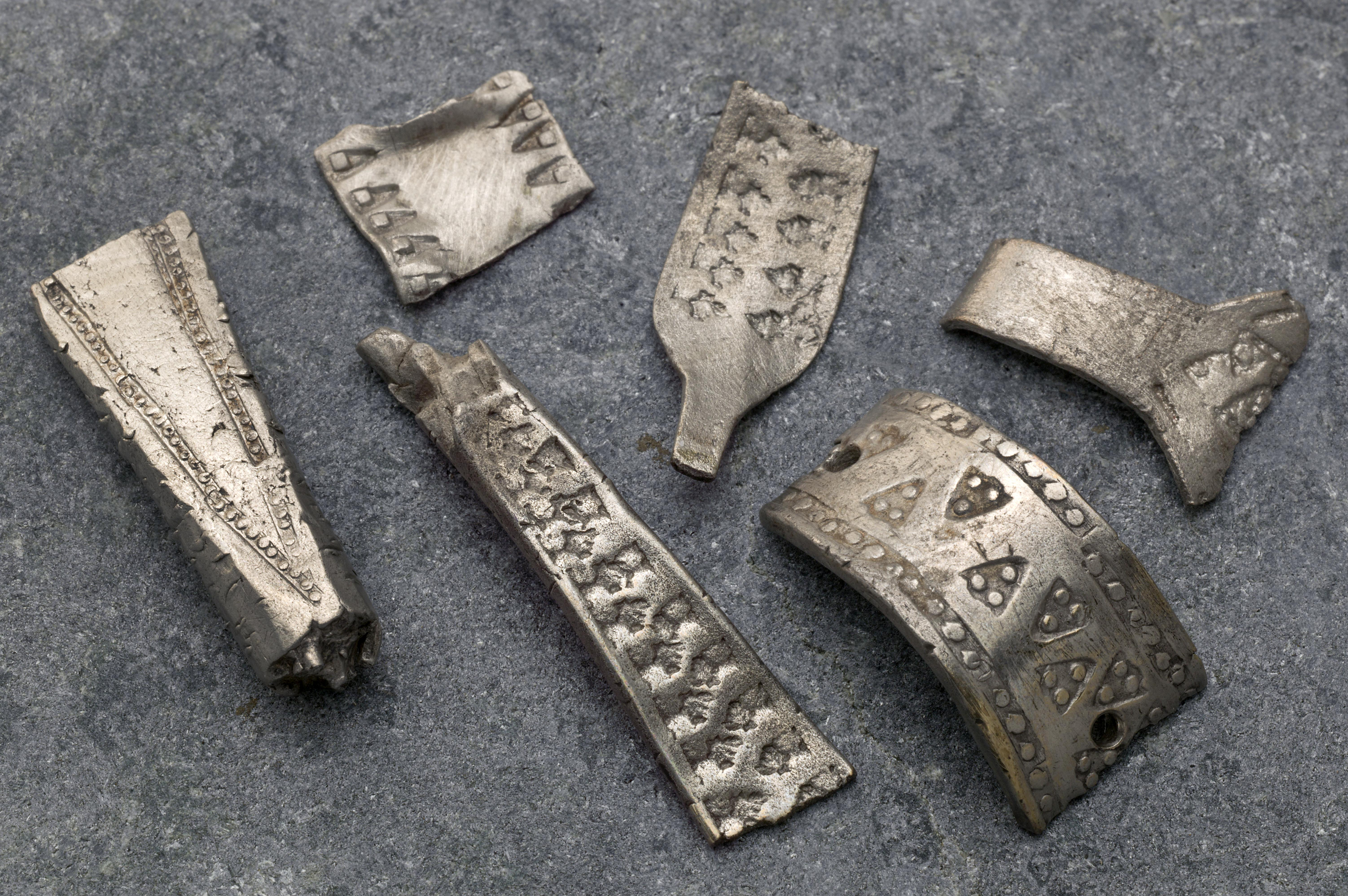
Hacksilber aus dem Münzfund von Græsli, Norwegen

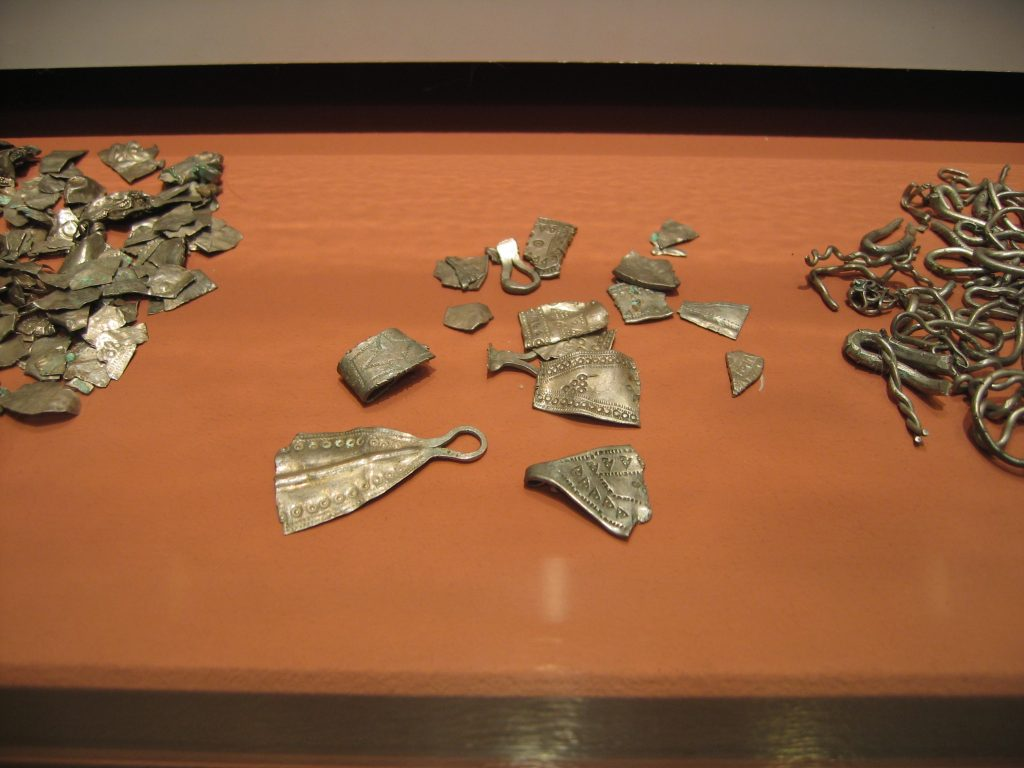
Mittelalterliches Hacksilber im Museum für Hamburgische Geschichte

Hacksilber ist vormünzliches Geld in Form von zerkleinerten Gegenständen aus Silber, wie Schmuck, Münzen, Barren oder kleinen Blechen. Der Handelswert wurde entsprechend dem Metallwert zerkleinert, abgewogen und eingetauscht. Zu diesem Zweck wurden zum Teil auch künstlerisch wertvolle Arbeiten zerkleinert und auf ihren reinen Metallwert reduziert.
Ähnliche Währungen gab es als Hackgeld oder Wägegeld auch in Form von zerhackten Gegenständen aus anderen Metallen wie Gold oder der Legierung Bronze.

## Geschichte
Hacksilber fand bereits in Altassyrien und im Handel von Ägypten mit Griechenland und Vorderasien im 6. bis 4. Jahrhundert v. Chr. Verwendung.
Nördlich der Alpen existiert eine Vielzahl von Hacksilberfunden, die in die Römische Kaiserzeit, die Spätantike und die Völkerwanderungszeit datieren. Aus der Spätantike stammt beispielsweise der große Schatz von Traprain Law, aus der Völkerwanderungszeit etwa der Schatzfund von Großbodungen und die Silberbarren von Dierstorf. Im Frühmittelalter wurden, bis zum Durchsetzen lokaler Münzprägungen, auch importierte arabische Münzen zerkleinert.
Vom 6. bis zum Ende des 10. Jahrhunderts n. Chr. wurden in ganz Nordeuropa einschließlich der Britischen Inseln, vor allem aber im Ostseegebiet, vermehrt zerkleinerte Münzen und Geschirr als Hacksilber verwendet (als britische Hacksilberhorte siehe Depotfund von Cuerdale, Depotfund von Penrith, Skaill-Hort, Depotfund von Harrogate). Zwischen 1070 und 1200 beginnt die Münzwirtschaft und das Gewichtsgeld verschwindet. Das Vorkommen von Hacksilber zeigt eine deutliche Grenze entlang der Elbe. Weder im Westen noch im Süden des Flusses konnten bisher Hacksilberdepots nachgewiesen werden.
In Teilen Ostasiens hat sich Hacksilber bis ins 20. Jahrhundert als Währung erhalten.